# Carlos Cervera Monge
Carlos Cervera Monge (Valencia, 1829-Madrid, 19 de abril de 1869) fue un médico y político español.

## Biografía
Miembro de una familia acomodada, defendió siempre el liberalismo. Trabajó como médico en el barrio valenciano de Ruzafa entre 1844 y 1849, donde se preocupó por la cuestión social y defendió la creación de sociedades de socorros mutuos. En octubre de 1855 fue miembro de la Diputación de Valencia por el distrito de Liria en las filas del Partido Democrático. Apoyó la revolución de 1868 que puso fin al reinado de Isabel II y fue nombrado vocal de la Junta de Instrucción Primaria de Valencia. En las elecciones generales de 1869 fue elegido diputado por Valencia. Aunque murió a los pocos meses debido a una larga enfermedad, destacó en las Cortes por adoptar una postura republicana y laica en la discusión de los artículos 20 y 21 de la Constitución de 1869. Su escaño fue ocupado por Rafael Cervera Royo. Una calle de Valencia lleva su nombre.